# Dan Pîslă
Daniel Petru Pîslă (Chișinău, 14 giugno 1986) è un calciatore moldavo, centrocampista del Speranța Drochia.